# Bålsta
Bålsta – miejscowość (tätort) w Szwecji. Siedziba władz administracyjnych gminy Håbo w regionie Uppsala.
Według danych Szwedzkiego Urzędu Statystycznego liczba ludności wyniosła: 13 138 (31 grudnia 2015), 15 210 (31 grudnia 2018) i 15 318 (31 grudnia 2019).
W miejscowości jest stacja kolejowa Bålsta.

## Przypisy

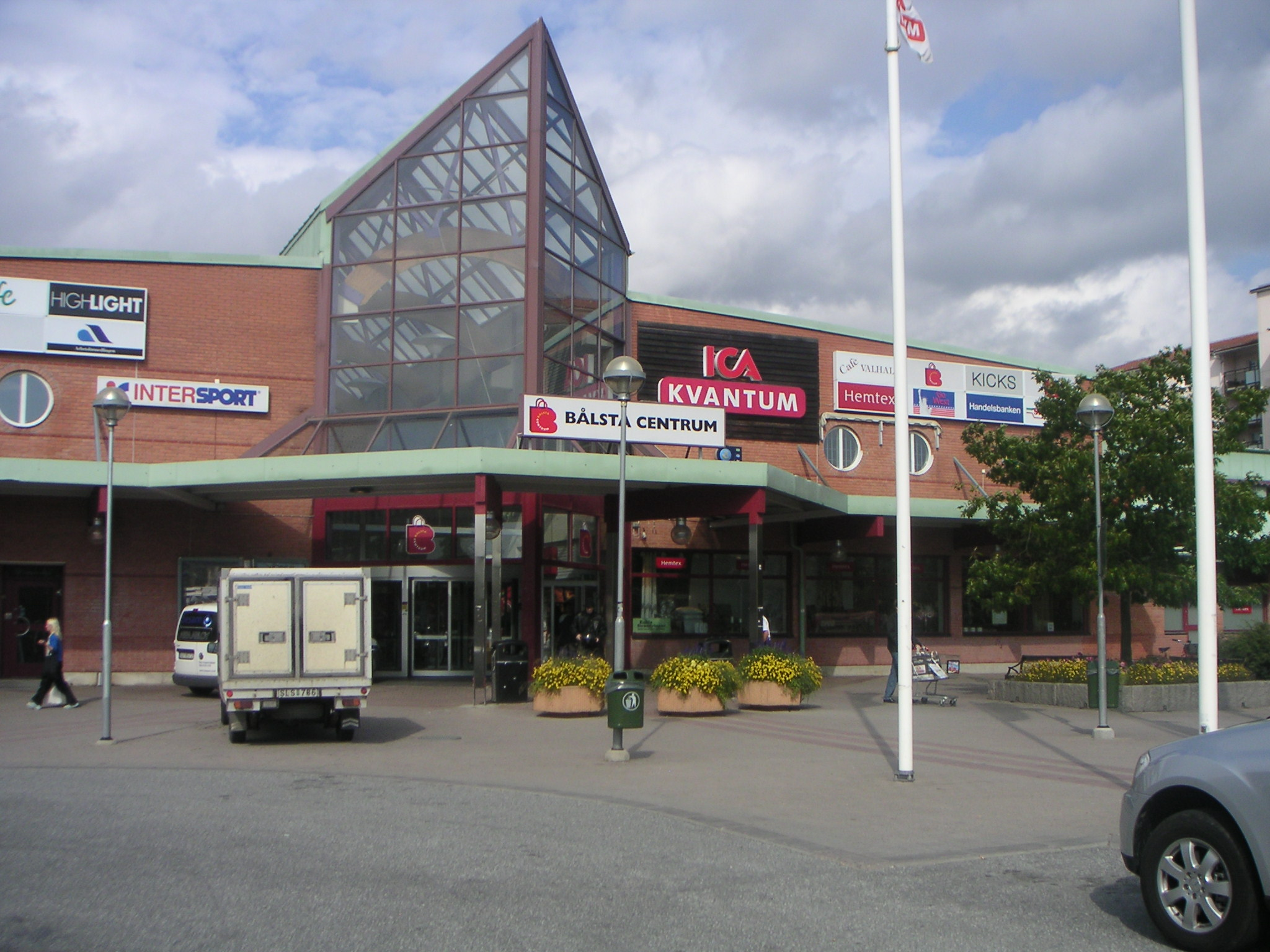
Bålsta, wejście do centrum handlowego